# Château de La Garde-Guérin
Pour les articles homonymes, voir Château de La Garde.
Le château de La Garde-Guérin est un château situé à Prévenchères, en France.

## Description
La tour, datée du XIIe siècle, est en fait le donjon médiéval du castrum. De plan carré, haute de 21,50 mètres, elle a cinq niveaux et présente un appareil à bossage unique dans la région. 
Au pied de la tour sont visibles les vestiges du logis seigneurial ayant appartenu aux consuls nobles de la Garde-Guérin. Il n'est pas d'origine médiévale puisqu'il n'est pas répertorié au vidimus de 1364. On le daterait du XVIe siècle mais il a été détruit par un incendie en 1722.

## Localisation
Le château est situé sur la commune de Prévenchères, dans le département français de la Lozère.

## Historique
L'édifice est classé au titre des monuments historiques en 1929.